# Roosevelt Island

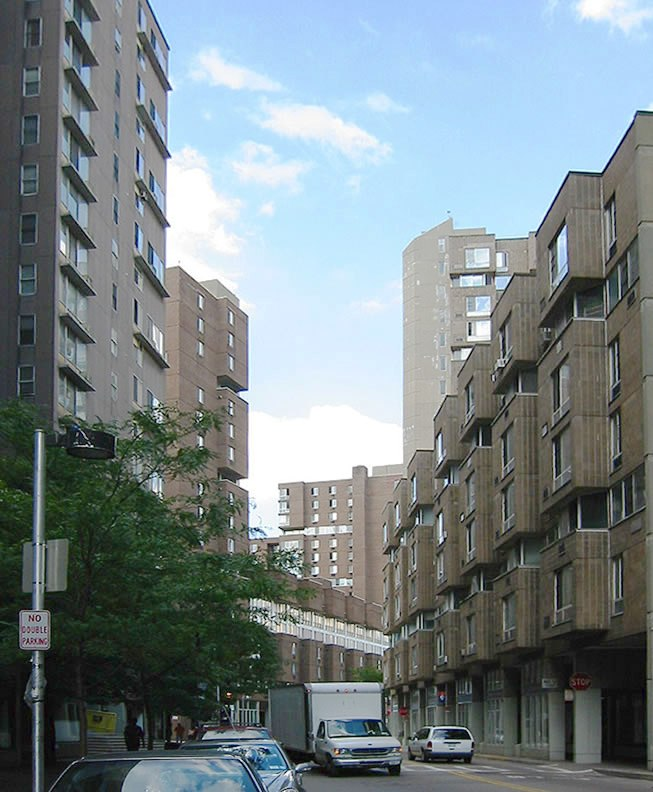
Carrer principal de Roosevelt Island

Roosevelt Island és una illa estreta, situada a l'East River a New York, entre l'illa del Manhattan i el barri de Queens. D'una llargada d'aproximadament 3 quilòmetres, l'amplada màxima és només de 240 metres, i la seva superfície són 0,6 km².
Anomenada Minnahanock pels indis abans de la colonització, va portar el nom de Manning's Island de 1666 a 1686, Blackwell Island de 1686 a 1921, Welfare Island de 1921 fins a 1973 quan va ser rebatejada en honor del president Franklin Delano Roosevelt.
L'illa va ser molt de temps ocupada per hospitals i asils. Hi havia també una presó que va ser tancada el 1935.
Recentment, l'habitatge s'hi ha desenvolupat amb l'aparició d'immobles residencials; hi ha aproximadament 10000 habitants a l'illa. Encara hi existeixen hospitals al nord (Coler Hospital) i al sud (Goldwater Hospital) de l'illa.
Roosevelt Island està connectada a Manhattan pel metro i per un telefèric (el Roosevelt Island Tramway posat en servei el 1976), i al barri de Queens per un pont i pel metro.